# ガブリエル・アグボンラホール
ガブリエル・アグボンラホール（Gabriel Agbonlahor、1986年10月13日 - ）は、イングランド・バーミンガム出身の元サッカー選手。ポジションはフォワード。
ナイジェリア人の父親とスコットランド人の母親の国籍であり、ナイジェリア代表とスコットランド代表でプレーする資格を持つが、出生地であるイングランド代表入りを選択した。

## 経歴
ユース時代から持ち味である足の速さに注目が集まり、ワトフォードFCとシェフィールド・ウェンズデイFCにレンタル移籍。2005-06シーズン、リザーブで11試合出場 (2試合途中出場) で13得点を記録する。トップチームでは2試合出場、無得点の成績を残して、急遽アストン・ヴィラに引き戻され、すぐさま第26節のエヴァートン戦でプレミアリーグデビュー。同試合で初ゴールを決める。
2006-07シーズン、新たに就任した監督マーティン・オニールによって本来のセンターフォワードではなく、右ウイングで起用される。不慣れなポジションながら着実に得点を重ね、プレミアリーグ上位4チームから得点を奪う活躍を見せた。オニール曰く「ウイングでの経験を重ねることで、センターフォワードの理解が深まった」とのこと。2007年1月、冬のマーケットでオリンピック・リヨンからヨン・カリュー、ワトフォードFCからアシュリー・ヤングが入団し3トップを形成。カリューが欠場の際はセンターフォワードとして出場し、シーズン通算10ゴールを記録した。
2015-16シーズンは、チームが降格したが、その夜に友人と2人の女性ファンとホテルの一室に入室し、飲酒と笑気ガス使用でドンチャン騒ぎをしていたをしていたことが報じられ、大きな批判を受けた。
2017-18シーズンをもって13年に渡ったアストン・ヴィラとの契約が満了となる。2019年3月27日、自身のInstagramで現役引退を発表した。

## 所属クラブ
- アストン・ヴィラFC 2005-2018

→ ワトフォードFC 2005 (loan)
→ シェフィールド・ウェンズデイFC 2005 (loan)